# Cantó de Lo Mas Sagran
El cantó de Lo Mas Sagran és un cantó francès del departament del Losera, a la regió d'Occitània. Està enquadrat al districte de Florac, té 5 municipis i el cap cantonal és Lo Mas Sagran.

## Municipis
- Lo Mas Sagran
- Lo Rocós
- Sent Jòrdi de Lebejac
- Sent Roma de Dolanh
- Las Vinhas